# オステルターグ胃虫
オステルターグ胃虫（オステルターグいちゅう、学名：Ostertagia ostertagi）とは、ウシ、ヒツジの第四胃に寄生する線虫の1種。体長は♂6.5-6.7mm、♀8.3-9.2mm。感染様式は経口感染であり、宿主の下顎の浮腫、水様性下痢、貧血、低蛋白血症などの原因となる。